# Pestivirus
Pestivirus és un gènere de virus que pertany a la família Flaviviridae. Infecten mamífers, incloent els de la familia Bovidae i Suidae (porcins).

## Isards
Aquest virus va fer reduir la població d'isards a la dècada del 2000. Per a facilitar la recuperació de l'espècie aquest fet va comportar una limitació en l'autorització per caçar aquests animals a les reserves nacionals de caça del Cadí; l'Alt Pallars, Freser-Setcases i la Cerdanya, i es prohibí a la comarca de l'Alt Urgell donada la seva proximitat a Andorra, país on es va detectar un brot del pestivirus que va afectar el 40% de la població.
L'any 2006, a causa de la malaltia del pestivirus, es va suspendre la caça de l'isard a les reserves de l'Alt Pallars, el Cadí i la Cerdanya-l'Alt Urgell. L'any 2007, després de constatar una lleugera recuperació de la població i que no s'hi havia detectat cap nou brot de la malaltia, es va permetre la caça a l'Alt Pallars; el 2008, es va autoritzar també a la reserva del Cadí i de Cerdanya–l'Alt Urgell. L'any passat es va autoritzar la caça de 359 exemplars.